# Eroticoscincus graciloides
Eroticoscincus graciloides är en ödleart som beskrevs av  Einar Lönnberg och ANDERSSON 1913. Eroticoscincus graciloides ingår i släktet Eroticoscincus och familjen skinkar. Inga underarter finns listade i Catalogue of Life.